# Хематология
Хематологията (от гр. heima - кръв) е област от медицината, която се занимава с кръвта, кръвните клетки, органите и тъканите, които ги произвеждат, кръвосъсирването, както и заболяванията, поразяващи тази физиологична система.

## История
За начало на хематологията се счита откриването на кръвните клетки от нидерландския учен Антони ван Льовенхук през 1674. Това значително променя мирогледа върху човешкия организъм. През 1770-та година британският хирург Уилям Хюсън открива кръвните клетки. Рудолф Вирхов (1821–1902),е наричан бащата на клетъчната патология, е първият, който разпознава левкемията и обяснява механизма на белодробната тромбоемболия.
Лекарите - специалисти по болести на кръвта и кръвотворните органи се наричат хематолози.